# Mo Thai
Mo Thai o Mothai fou un subestat xan de l'estat de Manglun.
Era un petit territori situat a l'est del Salween, a la part nord dels dominis de l'estat, sense cap ciutat rellevant; estava regat per petits tributaris del Salween.